# Hombre Molécula
El Hombre Molécula (Owen Reece) (Inglés: Molecule-Man) es un personaje que aparece en los cómics estadounidenses publicados por Marvel Comics. Apareció por primera vez en Fantastic Four #20 en noviembre de 1963 y fue creado por Stan Lee y Jack Kirby. A menudo se lo presenta como un supervillano, pero a veces asume el papel de un proscrito reformado o un héroe reacio.

## Historial de publicación
Hombre Molécula fue creado por Stan Lee y Jack Kirby, y apareció por primera vez en Fantastic Four vol. 1, #20.

## Biografía

### 1960s
Owen Reece era un niño tímido de Brooklyn, Nueva York, que se aferraba obsesivamente a su madre. Se convirtió en un adulto de voluntad débil, amargado y solitario por la muerte de su madre, y lleno de miedo y odio por lo que consideraba un mundo profundamente hostil. Reece se convirtió en un humilde técnico de laboratorio que trabajaba en una planta nuclear propiedad de Acme Atomics Corporation. Estaba disgustado por las largas horas de trabajo y la baja remuneración. Un día, Reece activó accidentalmente un generador de partículas experimental, que lo bombardeó con una forma desconocida de radiación. La radiación tuvo un efecto mutagénico en Reece, liberando su potencial psíquico de poderes a escala cósmica. Reece ahora podía controlar toda la materia, incluso hasta el nivel molecular, y toda la energía. La radiación también dejó marcas que parecían relámpagos en la cara de Reece. Reece se llamó a sí mismo el "Hombre Molécula" por su poder para controlar las moléculas.
Las tremendas fuerzas liberadas por el accidente también abrieron un agujero de gusano entre la dimensión de la Tierra y la dimensión que contiene la entidad inmensamente poderosa, más tarde conocido como Beyonder. Durante los años siguientes, Beyonder observó la Tierra y su multiverso a través del orificio interdimensional.
El día después del accidente, el presidente de Acme Atomics despidió a Reece por su descuido, sin saber siquiera su nombre después de sus doce años de trabajo allí. Enojado, Hombre Molécula cubrió al presidente y su escritorio con hielo que formó a partir de moléculas en el aire. Reece se convirtió en un criminal y se dispuso a usar sus poderes para vengarse de un mundo que creía que lo había menospreciado y lo había perseguido. Sin embargo, la duda, el miedo y el odio a sí mismo de Reece subconscientemente restringieron sus poderes. Creía que no podía afectar a las moléculas orgánicas, y que su poder residía en una varita de metal.
Uatu el Vigilante reconoció la amenaza que Hombre Molécula planteó y alertó a los Cuatro Fantásticos. El Hombre Molécula derrotó fácilmente a los Cuatro Fantásticos, obligándolos a retirarse. Creó una barrera de vidrio alrededor de Long Island, diciendo que la gente quedaría atrapada hasta que le trajeran los Cuatro Fantásticos. El Señor Fantástico, al darse cuenta de que Reece solo había afectado las moléculas inorgánicas, hizo que Alicia Masters lo atrajera a su apartamento con la llamarada de los Cuatro Fantásticos. Los Cuatro Fantásticos pretendían ser estatuas cubriéndose con yeso. Cuando Reece se encontró incapaz de afectar a las estatuas, dejó caer su varita en estado de shock, permitiendo al Señor Fantástico para agarrarlo. El Vigilante transportó a Hombre Molécula al confinamiento en un mundo de otra dimensión donde el tiempo pasaba a una velocidad acelerada.

### 1970s
Creyendo incapaz de escapar, Reece creó una construcción humanoide para servir como su compañero y, por medios desconocidos, la dotó de conciencia. Reece dejó que el constructo creyese ser su hijo. Antes de morir, Reece transfirió su conciencia y sus poderes a la varita que su hijo llevaba. No limitado por las limitaciones humanas, la construcción, conocida como el nuevo Hombre Molécula, escapó a la Tierra. En un intento por vengarse de su padre, el nuevo Hombre Molécula luchó contra el Hombre Cosa y la Cosa de los Cuatro Fantásticos. Dependiendo de la varita de metal para mantener su existencia en esta dimensión, el nuevo Hombre Molécula se desintegró cuando se le quitó la varita.
Sin embargo, la conciencia y los poderes del Hombre Molécula original permanecieron dentro de la varita, y el Hombre Molécula podría dominar las mentes de quienquiera que tocara la varita y tomar el control de sus cuerpos. Tomó posesión mental de Cynthia McClellan y, a través de ella, luchó contra Iron Man. Hombre Molécula tomó posesión mental de Aaron Stankey y Señor Fantástico.

### 1980s
La varita pasó por las manos de una sucesión de titulares hasta que la mente de Reece recreó su cuerpo mutado y transfirió su conciencia y sus poderes de la varita al cuerpo. Amenazó con destruir el mundo, pero fue persuadido por Tigra para que se entregara y buscar ayuda psiquiátrica.
Reece lo hizo, y pronto comenzó a cambiar. Ahora tenía metas simples: amor verdadero, amistad y un buen hogar. Sin embargo, Reece se encontró enviado a Battleworld, el planeta creado por Beyonder, como parte del pequeño ejército de criminales seres sobrehumanos que debían participar en la primera Secret Wars. Impresionado por el dictador carismático Doctor Doom, Reece aceptó ayudar a combatir a los superhéroes que también trajeron a Battleworld. Durante el curso de la guerra, Reece y una sobrehumana llamada Volcana llegan a enamorarse. El Doctor Doom finalmente logró robar temporalmente el poder de Beyonder y transferirlo a sí mismo. Creyéndose abandonado por el doctor Doom, Reece amenazó con matarlo. Pero el doctor Doom ayudó a Reece a romper sus bloqueos mentales y darse cuenta de que su poder era mayor de lo que había creído. Ya no enojado con el Doctor Doom, Reece se transportó, Volcana y la mayoría de los criminales a la Tierra. En la Tierra, Reece y Volcana comenzaron a vivir juntos en silencio en un suburbio de Denver, y Reece tomó un trabajo como trabajador en una planta atómica.
Meses después, Beyonder, nuevamente en posesión de su poder completo, llegó a la Tierra en forma humanoide en busca de satisfacción emocional. Cuando falló, Beyonder decidió deshacerse del problema eliminando el multiverso. Reece intentó salvar el universo destruyendo Beyonder, pero el inmenso poder de Beyonder superó por mucho incluso al de Reece. Reece unió fuerzas con muchos de los campeones sobrehumanos de la Tierra para luchar contra él. Pero el Hombre Molécula se agotó luchando contra Beyonder, quien desató una explosión de energía inmensamente poderosa para destruir a Reece y sus aliados. La explosión abrió la corteza de la Tierra en el área de las Montañas Rocosas, y habría causado una inestabilidad increíble en todo el planeta si no fuera por el poder del Hombre Molécula. Hombre Molécula usó su poder para protegerse a sí mismo y a sus aliados, y para quitar a cada ser vivo del camino de la explosión a la seguridad. Como resultado de sus esfuerzos monumentales, Reece se lesionó severamente internamente.
Al parecer que sus enemigos habían sido derrotados, Beyonder procedió con su nuevo plan para encontrar el cumplimiento utilizando una máquina compleja para transformarse en un ser mortal con todo su poder. La máquina drenó el poder de Beyonder en sí mismo, lo transformó en un bebé mortal y luego comenzó a transferir la energía de nuevo a él. El bebé pronto volvería a ser un adulto. Hombre Molécula y sus aliados encontraron la máquina, y Reece, creyendo que no podían arriesgarse a que el recién nacido Beyonder no destruyera el multiverso algún día, decidió matarlo mientras era vulnerable. Reece destruyó la máquina, causando la muerte del infante, y desvió el inmenso poder de Beyonder, que la máquina lanzó, a través de un portal interdimensional a la dimensión de la que originalmente había llegado Beyonder. Allí la energía creó un nuevo universo.
El herido Hombre Molécula y Silver Surfer, uniendo su poder temporalmente, reparó todo el daño causado a la Tierra, restaurando las montañas y la parte de la corteza que Beyond había destruido. Reece, creyendo que los campeones sobrehumanos de la Tierra siempre se preocuparían por su mal uso, fingió que sus poderes se habían extinguido. Solo Volcana y Silver Surfer saben que Reece todavía tiene sus poderes. Reece vivió tranquilamente por un tiempo con Rosenberg en su suburbio de Denver.

### 1990s
Reece se fusionó brevemente con el Beyonder para participar en la creación del ser del Cubo Cósmico completo que se conoce como Kosmos. Logró separarse y regresar a la Tierra. Luego fue derrotado en combate por Klaw, y separado de Volcana. Hombre Molécula fue puesto más tarde bajo el control mental del Amo de las Marionetas. El Amo de las Marionetas usó a Reece para combatir a Aron el Vigilante Renegado, pero Aron lo derrotó. El ahora generalmente benévolo Reece libera accidentalmente su "aspecto más oscuro", que toma una forma separada y ataca a Kosmos en busca de venganza sobre Beyonder, y extrae y lucha contra esta parte del todo en una batalla en más de tres dimensiones. Después de derrotar al Beyonder, Kubik y el Hombre Molécula original impiden que aseste el golpe de gracia, ya que esto también mataría al pacífico Kosmos. Owen lo reabsorbe y, como despedida, Kubik afirma que el verdadero potencial del verdadero yo de Owen es mucho más grande que el de su lado oscuro.
Doc Samson se encuentra con el Hombre Molécula mientras busca a un desaparecido Bruce Banner. Owen piensa erróneamente que está siendo acosado, y captura a Sansón para que se explique. Después de que She-Hulk se ve involucrada, aclaran el malentendido. Revela que su relación con Marsha ha dado con un bache, lo que lleva a una separación temporal que lo deprime. Samson convence a Owen para que muestre su afecto más abiertamente, y este último decide reparar las áreas destruidas por la reciente actividad terrorista en honor de Marsha, incluyendo la reconstrucción del Monte Rushmore añadiendo el rostro de Marsha, lo que ésta al parecer encuentra conmovedor.

### 2000s
Hombre Molécula es mencionado como uno de los fugitivos de la Balsa después de los eventos de New Avengers # 1.
Es uno de los villanos encarcelados en la Balsa cuando los Skrulls atacan.
Una serie de desapariciones en la pequeña ciudad de Dinosaur (Colorado), hace que los "Vengadores Oscuros" de Norman Osborn visiten el área. El Sentry llega primero y es desintegrado instantáneamente. Owen, aislado de todos, ha perdido la capacidad de diferenciar entre alucinaciones y realidad, y se ha confinado cerca del área en que nació. Después de que los otros Vengadores son derrotados, Victoria Hand convence a Reece de restaurar a todos y todo lo que destruyó y de dejar de ser una amenaza, a cambio de quedarse solo en el futuro. Sentry regresa a este punto, ataca a Hombre Molécula y lo lanza al aire, pero es destruido de nuevo. Sentry se reforma de inmediato, y aprovecha la distracción de Owen por un misil que se aproxima para tomar el control de su cuerpo. Al parecer sin darse cuenta de que Owen ya había prometido hacerlo, Sentry le dice al Hombre Molécula que lo restaure todo o que morirá. Owen lo hace, pero Sentry desintegra su cuerpo en respuesta en cualquier caso.

### 2010s
El cuerpo de Reece fue reformado y encarcelado por el Dr. Doom, quien tenía la intención de usarlo, ya que su frecuencia de energía coincidía con el faro de los Mapmakers, para oponerse a lo que quiera que fuera el origen de las Incursiones y la decadencia del universo. El Hombre Molécula llevó a Doom a otra parte, un vacío en blanco desde donde posteriormente viajaron hacia atrás a través de las nieblas del tiempo.
Doom y el Hombre Molécula llegaron veinticinco años al pasado de otro universo, donde presenciaron el origen del Hombre Molécula de dicha realidad. El viaje afectó la mente del Hombre Molécula, restaurándola desde su estado caótico, lo que le permite a Reece informarle a Doom que su accidente fue causado por los Beyonders, que crearon al Hombre Molécula en primer lugar como una singularidad a través de cada realidad, para cumplir la función de "bomba", que destruiría su universo si muriera. Para demostrar su punto, el Hombre Molécula mató a su contraparte, lo que desencadena la muerte temprana del universo de su contraparte, y es el origen por defecto de las Incursiones. El Hombre Molécula convenció a Doom de que para frustrar los planes de los Beyonders, tenía que embarcarse en una misión para matar a cada uno de los Hombres Molécula.
Durante la historia de "Secret Wars" de 2015, el casi omnipotente Doctor Doom mantuvo a Hombre Molécula en una cámara especial en su castillo después de la formación de su Battleworld. Durante el ataque al Castillo Doom, los dos Spider-Men (Peter Parker y Miles Morales) encontraron la cámara en la que se encontraba el Hombre Molécula. Como todos los visitantes antes que él, Hombre Molécula pregunta si tenían algo de comida con ellos. Miles le da una hamburguesa que lleva en su bolsillo, por lo que el Hombre Molécula declara que está en deuda con Miles. Al enterarse de que Hombre Molécula es la fuente de los poderes de Doom, los dos Spider-Men se van. Señor Fantástico y Maker (la versión Tierra-1610 del Señor Fantástico) ingresan a la cámara del Hombre Molécula, donde Maker aparentemente es asesinado por éste mientras que Señor Fantástico lucha contra el Dios Emperador Doom. Para hacer que la lucha entre Señor Fantástico y Doctor Doom sea justa, el Hombre Molécula quita poderes a Doom. Durante la pelea, Doom admite que Señor Fantástico hubiera hecho mejor trabajo con los poderes divinos, y en respuesta, el Hombre Molécula le da sus poderes a Señor Fantástico, causando que Battleworld se derrumbe. Usando los poderes de Hombre Molécula en conjunto con la habilidad de Franklin Richards de conjurar universos enteros, Señor Fantástico comienza a reconstruir el Multiverso. A medida que se recrea cada nueva realidad, una parte del Hombre Molécula se une a ella como un "ancla", que tiene el efecto de restaurar su cordura. En agradecimiento a Miles, el Hombre Molécula lo transfiere a él, a su familia (incluida su madre ahora resucitada), y a sus amigos a la Tierra-616, ahora conocida como La Tierra Primordial. Sus historias de vida completas se fusionan con esta nueva Tierra Primaria, y no tienen memoria de haberse originado en un universo diferente, excepto los participantes del Battleworld que aún tienen intactos los recuerdos de sus respectivos universos originales.
Hombre Molécula fue visto más tarde con Señor Fantástico, Mujer Invisible, Franklin Richards, Valeria Richards y Future Foundation en un mundo en el que se ha dado cuenta de que las capacidades de alteración de la realidad de Franklin se están agotando. Cuando la Doliente al Final de Todas las Cosas atacó, mató al Hombre Molécula e hizo que sus Endlings se alimentaran de sus energías.Después de eso, la Future Foundation (dirigida por Alex Power) emprendió una búsqueda para volver a ensamblar las piezas de Hombre Molécula, pero Maker quiere robar las piezas para sí mismo.
Finalmente se reveló que Reece sobrevivió al ataque del Griever colocando toda su conciencia en una molécula y teletransportándola al Microverso.

## Poderes y habilidades
Owen Reece originalmente tenía la capacidad de manipular mentalmente moléculas, lo que permitía una variedad de efectos, como la creación de campos de fuerza, haces de energía y portales hiperespaciales. Sin embargo, Reece más tarde ganó el poder de deformar la realidad en una escala multiversal.
Originalmente, se impuso a sí mismo y de manera inconsciente bloqueos mentales le impedían afectar moléculas orgánicas, barreras que desde entonces ya ha superado. También era dependiente de usar de una barra de acero, a la que llamaba vara, para enfocar sus poderes, pero posteriormente aprendió a dirigir sus poderes sin hacer uso de ella.
Cuando el Hombre molécula extrajo al Beyonder de Kosmos, su batalla tuvo lugar en más de tres dimensiones espaciales, y amenazó con provocar una destrucción de magnitud multiversal.
Según el Doctor Doom, Reed Richards y el propio Owen Reece, el Hombre Molécula es una "entidad compuesta multiversal": una única criatura que manifiesta "fracciones" de su ser entero en cada universo del Multiverso Marvel, de una manera similar a la del Tribunal.
La función real y principal de Owen Reece es la de servir como una bomba viviente, capaz de destruir el universo entero que habita si llega a morir por cualquier razón, de acuerdo con el diseño deliberado de los Beyonders (que colocaron una "porción" de él en cada universo simultáneamente). Aparentemente, es absolutamente incapaz de evitar que ocurra su propia muerte (a manos de los Beyonders) incluso con sus vastos poderes.
En un número de Ultimates, Galactus, que recientemente ha evolucionado a una forma más poderosa, escucha una voz que reconoce como perteneciente a alguien que puede destruirlo "con un pensamiento", y pasa por una puerta hacia una cuasirrealidad construida por Owen Reece. Reece explica que eligió el nombre de Hombre Molécula por amor a la aliteración, aunque su poder hace que incluso los átomos parezcan "torpes", y que sus habilidades funcionan a niveles más profundos, mencionando una lista de nombres más apropiados "Hombre Protón, u Hombre Cuark, Hombre Supercuerda, Hombre Información". El siguiente panel es dibujado desde un ángulo que hace que Reece parezca estar mirando afuera del panel hacia el lector mientras se describe a sí mismo como "Editando y ordenando la información base de la realidad. Owen Reece, Hombre Narrativo. Heh.", dando a entender que puede darse cuenta de que es un personaje dentro de una historia, y que son los elementos narrativos de la historia lo que está manipulando.
De manera contraintuitiva, cuanto menos dividido esté el Hombre Molécula a través del multiverso, más mentalmente inestable (y potencialmente peligroso) se vuelve.

## Otras versiones

### JLA/Avengers
En JLA / Avengers, Hombre Molécula es visto entre los villanos cautivados que defienden la fortaleza de Krona. Él se muestra encerrado en piedra. Cuando Firestorm pregunta quién hizo esto, la Avispa le dice que fue Sersi.

## En otros medios

### Televisión
- Hombre Molécula aparece en Fantastic Four, de la década de 1960, con la voz de Henry Corden. Fue visto en su episodio homónimo de "Hombre Molécula".
- Hombre Molécula aparece en The Super Hero Squad Show, con la voz de Fred Stoller. Fue mencionado por primera vez en el episodio "Noche en el Sanctorum". En el episodio "Síndrome Redux villanía", Hombre Molécula y Volcana van a acudir en ayuda del Doctor Doom, M.O.D.O.K. y Abominación cuando M.O.D.O.K. accidentalmente lo convocó en lugar del Hombre Topo. Él utilizó sus habilidades para convertir la torre de guardia que el Capitán América y Ms. Marvel estaban permitiendo a él, Doctor Doom, M.O.D.O.K., Abominación y Volcana en escapar. En el episodio "Cuando ocurre un Surfer", él y Volcana tiene una boca para hacer a Nebula (cuyas bocas no ha sido removida de su realidad por la gema de Thanos) mientras están en un restaurante galáctico. Nebula dice al Hombre Molécula y Volcana que la persona que practica oscuro está causando estragos. Doctor Doom se acerca a los tres villanos que indica que deben unirse para atrapar a Dark Surfer en la máquina una vez que el Doctor Doom usa para drenar los poderes de Silver Surfer. Se une más tarde con el Doctor Doom para que ataque a Dark Surfer, pero termina al envío de los villanos en el lado del Doctor Doom a través de un portal.
- Hombre Molécula aparece en la primera temporada de Avengers Assemble. Una vez trató de irse de la ciudad hasta que luchó contra los Vengadores y fue desarmado de su varita. Sin embargo, su hijo Aaron Reece (expresado por Daryl Sabara[37]) heredó la varita. En el episodio 9, "El Chico Molécula", Nick Fury asigna a Hawkeye y Black Widow para rastrear lo que alguien cree que es Hombre Molécula y confiscar su tecnología. Siguiendo al líder de S.H.I.E.L.D., Hawkeye y Black Widow descubren que la persona que está siendo perseguida también está siendo atacada por A.I.M.: Aaron. Después de abandonar A.I.M., Aaron sale a la carrera con Hawkeye y Black Widow en su búsqueda. Aaron considera que los Vengadores y A.I.M. son los mismos que quieren la varita de su padre. Las cosas empeoran cuando M.O.D.O.K. (a través de Super-Adaptoide) llega y captura a Aaron. Mientras el Capitán América y Falcon luchan contra el Adaptoide, Black Widow y Hawkeye intentan razonar con Aaron hasta que Iron Man llega y la varita se rompe accidentalmente, causando que la realidad se rompa. Cuando los ataques del Adaptoide, Aaron utiliza los fragmentos de la varita para derrotar al Super-Adaptoide y deshacer los daños con la ayuda de Iron Man. Mientras Aaron deshace los daños, los otros cierran el Adaptoide. Aaron es entregado a S.H.I.E.L.D. para que participe en el programa de entrenamiento de Fury para los superhéroes adolescentes (que se vio en Ultimate Spider-Man).